# Sub-Terrania
Sub-Terrania est un shoot them up multidirectionnel sorti en 1994 sur Mega Drive. Le jeu a été développé par Zyrinx et édité par Scavenger, Inc.

## Système de jeu
Le joueur dirige un prototype de vaisseau spécialement conçu pour voyager dans de grandes cavernes. Il lui faut évacuer des ouvriers restés sur le terrain qui est, à présent, envahis par des aliens. La manette permet au joueur de faire avancer son vaisseau ainsi que de le faire tourner. Il est également muni d'une arme très puissante. Il est par ailleurs nécessaire de surveiller l'état du bouclier et de la jauge d'essence.
Diverse énigmes sont à résoudre à l'aide d'accessoires trouvés au gré des différentes missions.